# Bolivianos, el hado propicio
Bolivianos, el hado propicio is het volkslied van Bolivia. Het werd op 18 november 1845 voor het eerst gespeeld in La Paz, ter herdenking van de Slag bij Ingavi, 4 jaar eerder. In 1851 maakte staatshoofd Generaal Manuel Isidoro Belzú dit lied tot het officiële volkslied van Bolivia.
De tekst is geschreven door dr. José Ignacio de Sanjinés (1786-1864), jurist en dichter. De muziek is geschreven door de Italiaan Benedetto Vincentti, die onder de Boliviaanse president Ballivián benoemd werd tot directeur van de Muziekband van de Boliviaanse strijdkrachten. 

## Tekst
| Originele Spaanse tekst |  | Nederlandse vertaling |
| Bolivianos el hado propicio Coronó nuestros votos y anhelos; Es ya libre, ya libre este suelo, Ya cesó su servil condición. Al estruendo marcial que ayer fuera Y al clamor de la guerra horroroso, Siguen hoy encontraste armonioso Dulces himnos de paz y de unión. Siguen hoy en contraste armonioso Dulces himnos de paz y de unión. |  | Bolivianen, het gunstige lot Heeft onze eden en verlangens bekroond Vrij, al vrij is deze grond, De slaafse toestand is opgehouden te bestaan. Het geschreeuw van de oorlog van gisteren En het gejammer van de afschuwelijke oorlog Worden vandaag gevolgd in een harmonieus contrast Door zoete zang van vrede en eenheid Worden vandaag gevolgd in een harmonieus contrast Door zoete zang van vrede en eenheid |
| REFREIN: De la Patria, el alto nombre En glorioso esplendor conservemos Y en sus aras de nuevo juremos ¡morir antes que esclavos vivir! |  | Refrein: Van ons vaderland hebben we de verheven naam Gehouden in roemrijke pracht En op haar altaren zweren we opnieuw, Te sterven voor weer als slaaf te leven! |
| Aqui alzó la justicia su trono, Que la vil opresión desconoca. Y este timbre glorioso legóse. Libertad! Libertad! Libertad! Que los hijos del grande Bolívar Han ya mil y mil veces jurado, Morir antes que ver humillado De la Patria el augusto pendón.                                                                                |  | Hier besteeg gerechtigheid haar troon, Die de kwade onderdrukking niet kende En uit deze roemrijke gebeurtenis kwam Vrijheid! Vrijheid! Vrijheid! Want de zonen van de grote Bolivar Hebben duizenden en duizenden malen bezworen Eerder te sterven dan Het prachtige vaandel van het vaderland vernederd te zien                                                                                                  |
| REFREIN |  | |
| Loor eterno a los bravos guerreros, Cuyo heroíco valor y firmeza, Conquistaron las glorias que empieza Hoy Bolivia feliz a gozar. Que sus nombres el mármol y el bronce A remotas edades transmitan y en sonoros cantares repitan: Libertad, libertad, libertad.                                                                         |  | Eeuwige eer zij voor de dappere strijders Wier heldeneer en standvastigheid De roem hebben veroverd die het gelukkige Bolivia nu begint te genieten Laten hun namen in marmer en in brons Doorgegeven worden aan de verre tijden En in welluidende liederen herhalen we de roep: Vrijheid! Vrijheid! Vrijheid! |
| REFREIN |  | |
| Si extranjero poder algún día sojuzgar a Bolivia intentare, al destino fatal se prepare que amenaza a soberbio invasor. Que los hijos del grande Bolívar han ya mil y mil veces jurado morir antes que ver humillado de la patria el augusto pendón.                                                                                     |  | Als een vreemde macht op een dag Bolivia wil onderwerpen Hij bereide zich voor op het fatale noodlot Dat de hoogmoedige invaller bedreigt. Want de zonen van de grote Bolivar Hebben duizenden en duizenden malen bezworen Eerder te sterven dan Het prachtige vaandel van het vaderland vernederd te zien |
| REFREIN |  | |

## Beluisteren
Onafhankelijke staten: Argentinië · Bolivia · Brazilië · Chili · Colombia · Ecuador · Guyana · Paraguay · Peru · Suriname · Uruguay · Venezuela
Afhankelijke gebieden: Falklandeilanden · Frans-Guyana · Zuid-Georgia en de Zuidelijke Sandwicheilanden